# Axioma lui Arhimede
A nu se confunda cu principiul lui Arhimede din hidrostatică!
Axioma lui Arhimede reprezintă o proprietate specifică anumitor grupuri și corpuri din teoria structurilor algebrice.
Alte denumiri:
- Lema (proprietatea) lui Arhimede
- Axioma continuității
- Axioma (teorema) lui Eudoxus.

## Istoric
Atribuit lui Arhimede (sec. III î.Hr.), axioma se regăsește în scrierile lui Eudoxus (secolul al IV-lea î.Hr. - Boyer & Merzbach, 1991), iar termenul este introdus de matematicianul austriac Otto Stolz în 1883.

## Enunț
Teoremă (principiul sau axioma lui Arhimede).
Pentru orice numere reale {\displaystyle x,y\in \mathbb {R} \!} cu {\displaystyle y>0\!} există {\displaystyle n\in \mathbb {N} \!} cu {\displaystyle x\leq ny.\!}
Pentru a demonstra proprietatea lui Arhimede, se utilizează următoarea teoremă:
Teoremă.
Pentru orice număr real x există un număr natural m astfel încât să avem:
{\displaystyle x\leq m\leq x+1.\!}
Demonstrație.
Fie {\displaystyle x\in \mathbb {R} \!} fixat.
Presupunem că {\displaystyle x>n\!} pentru orice {\displaystyle n\in \mathbb {N} .\!}
În consecință, mulțimea {\displaystyle \mathbb {N} \!} este mărginită deci ar admite o margine superioară {\displaystyle z\in \mathbb {R} .\!}
Din definiția marginii superioare, rezultă că există {\displaystyle n_{0}\in \mathbb {N} \!} cu {\displaystyle z-1<n_{0}<z,\!} de unde avem că {\displaystyle z=\sup \mathbb {N} <n_{0}+1\!} absurd deoarece {\displaystyle \mathbb {N} \!} este inductivă (aceasta provine chiar din axiomele mulțimii {\displaystyle \mathbb {N} \!}) și ca atare {\displaystyle n_{0}+1\in N.\!}
Așadar există un {\displaystyle m\in \mathbb {N} \!} cu {\displaystyle x\leq m.\!}
Fie mulțimea:
{\displaystyle A=\{n\in \mathbb {N} |\;x<n\}.\!}
Mulțimea A este mărginită inferior deci există {\displaystyle y\in \mathbb {R} \!} cu {\displaystyle y=\inf A.\!}
Din definiția infimumului există pentru un {\displaystyle \varepsilon <1\!} un {\displaystyle m_{0}\in A\!} cu {\displaystyle y<m_{0}<y+\varepsilon .\!}
Fie {\displaystyle n\in A\!} arbitrar.
Evident nu putem avea {\displaystyle n<y.\!}
Așadar avem fie {\displaystyle y<n<m_{0}<y+\varepsilon \!} fie {\displaystyle m_{0}<n.\!}
În prima situație ar rezulta că {\displaystyle m_{0}-n<\varepsilon \!} absurd.
Așadar pentru orice {\displaystyle n\in A\!} avem {\displaystyle m_{0}<n\!} ceea ce înseamnă că {\displaystyle m_{0}\inf A.\!}
întrucât {\displaystyle m_{0}\in A\!} rezultă că {\displaystyle x<m_{0}\!} iar dacă am avea {\displaystyle x+1<m_{0}\!} ar rezulta că {\displaystyle x<m_{0}-1\!} deci {\displaystyle m_{0}\!} nu ar mai fi {\displaystyle \inf A\!} absurd.
Așadar avem și relația {\displaystyle m_{0}<x+1.\!}
Acum pentru demonstrarea proprietății lui Arhimede, se vor considera cazurile:
- {\displaystyle x\leq 0\!}, atunci se ia {\displaystyle n=1.\!}
- {\displaystyle x>0.\!} Având în vedere că {\displaystyle xy^{-1}>0,\!} putem aplica teorema precedentă.

Deci există {\displaystyle n\in \mathbb {N} \!} cu {\displaystyle xy^{-1}<n\!} de unde rezultă axioma lui Arhimede.